# Ашыбулак
Ашыбулак (каз. Ащыбұлақ, до 2000 г. — Кызылту) — упразднённое село в Казыгуртском районе Туркестанской области Казахстана. Входило в состав Шарбулакского сельского округа. В 2016 году включено в состав села Казыгурт. Код КАТО — 514063300.

## Население
В 1999 году население села составляло 693 человека (359 мужчин и 334 женщины). По данным переписи 2009 года, в селе проживало 1207 человек (620 мужчин и 587 женщин).